# Willem Dafoe
William J. "Willem" Dafoe (født 22. juli 1955) er en amerikansk film- og teaterskuespiller og stiftende medlem af den eksperimentale teatergruppe The Wooster Group. Han er bedst kendt for sine roller i To Live and Die in L.A., Platoon, The Last Temptation of Christ, Shadow of the Vampire, Mississippi Burning, The Boondock Saints, og Spider-Man-filmene.

## Unge år
Dafoe blev født som William J. Dafoe i Appleton, Wisconsin, som det sjette af otte børn af Muriel Isabel (født Sprissler), en sygeplejerske og Dr. William Alfred Dafoe, en kirurg. Hans fødenavn er William Dafoe; han ændrede det til "Willem" (hollandsk for "William") så folk ikke ville kalde ham "Billy". Efter at være blevet smidt ud af Appleton East High School for at lave en video, der af skolens administration blev betegnet som "pornografisk", afsluttede han sine studier på den nærliggende Lawrence University. Han studerede derefter drama ved University of Wisconsin-Milwaukee, men afbrød studiet før afslutningen for at tilslutte sig den nystiftede avant-garde gruppe Theatre X.

## Karriere

### 1980'erne
Efter at have turneret med Theatre X i fire år rundt omkring i USA og Europa, flyttede han til New York og sluttede sig til the Performance Group. Dafoes filmkarriere begyndte i 1981, da han fik en rolle i Heaven's Gate, men hans rolle blev fjernet fra filmen under klipningen. I midten af 80'erne blev han castet af William Friedkin til at spille med i To Live And Die In LA, hvori Dafoe spiller falskmøntneren Rick Masters. Et år senere spillede han lederen af en motorcykelbande i The Loveless (og spillede senere en ligende rolle i Streets of Fire), men hans første gennembrudsrolle var som den medmenneskelige sergent Elias i Platoon (1986), som indbragte ham en nominering til en Oscar for bedste mandlige birolle. I 1988 spillede Dafoe i en anden film omhandlende Vietnamkrigen, denne gang som CID Agent Buck McGriff i Off Limits. Samme år spillede han rollen som Jesus i The Last Temptation of Christ.
Han er siden blevet en populær karakterskuespiller og spiller ofte en ustabil en skurkagtig karakter, såsom Green Goblin i Spider Man og Barillo i Once Upon a Time in Mexico. Før dette var han en overgang påtænkt at spille Jokeren af Tim Burton og Sam Hamm i 1989 filmen Batman. Hamm husker tilbage: "We thought, 'Well, Willem Dafoe looks just like The Joker.'" (Vi tænkte, jamen Wilhelm Dafoe ligner præcis Jokeren) Rollen endte med at gå til Jack Nicholson.

### 1990'erne
I 1990 arbejde Dafoe en kort overgang som model i en kampagne for Prada. I 1992 spillede han en Manhattan-pusher i filmen Light Sleeper og året efter medvirkede han i det erotiske drama Body of Evidence sammen med Madonna. I denne film optrådte han nøgen og gav Madonna cunnilingus i en scene på i en parkeringsplads. I 1996 medvirkede han i den prisbelønnede film Den engelske patient. I 1999 spillede Dafoe en excentrisk FBI-agent i The Boondock Saints.

### 00'erne
Rollen som FBI-agent genoptog han i filmen American Psycho (2000). I år 2000 modtog Defoe sin anden nominering til en Oscar for bedste mandlige birolle for sin rolle som Max Schreck i Shadow of the Vampire. Han spillede ligeledes en tidligere vampyr og nu vampyrjægeren i Daybreakers. Han spillede en sjælden helterolle da han lagde stemme til Gill i den animerede film Find Nemo.
I 2004 lånte Dafoe sin lighed og stemme til James Bond videospillet Everything or Nothing som skurken Nikolai Diavolo. I 2007 havde han rollen som NYPD-kriminalbetjenten Stan Aubray på jagt efter en seriemorder i New York-thrilleren Anamorph med Scott Speedman og Peter Stormare. Samme år spillede han sammen med Rowan Atkinson i opfølgeren til Bean, Mr. Beans Ferie. Efter en del spekulation blev det bekræftet af Troy Duffy, at Dafoe ikke ville medvirke som Agent Smecker i opfølgeren til The Boondock Saints.

## Personlige liv
Dafoe mødte instruktøren Elizabeth LeCompte ved the Performance Group. LeCompte og Dafoe var en del af omstruktureringen af The Performance Group og blev professionelle samarbejdspartnere og stiftende medlemmer af The Wooster Group, og indledte et forhold. Deres søn, Jack, blev født i 1982. Parret gik hvert til sit i 2004.
Dafoe giftede sig med italienske instruktør og skuespiller Giada Colagrande 25. marts 2005.
Han er medejer af en restaurant sammen med vennen og kollegaen John C. McGinley.
Hans bror, Donald Dafoe, er en transplantions-kirurg og forsker.